# 安德利果汁
烟台北方安德利果汁股份有限公司，簡稱烟台北方安德利果汁股份、烟台北方安德利果汁，以及安德利果汁（英語：Yantai North Andre Juice Company Limited；港交所：2218；上交所：605198，简称：德利股份），是一间于1996年由王安創立的食品公司，總部位於中國山東省煙台市牟平經濟開發區安德利大街18號。该公司主要在中國內地經營生產及銷售浓缩果汁、果浆、果干、香精、飼料和果胶等产品。

## 历史
公司股份在2003年4月22日於港交所創業板上市，股份代号为8259，而招股價為0.15港元（調整前為4.2港元），發行股份為114,000,000股H股（調整前為38,000,000股H股），集資額為570,000,000港元（調整前為1,596,000,000港元）；之後在2011年1月19日轉在主板上市。
根據2011年報資料，臺灣統一企業股份有限公司持有該公司25.44%股權，而三井物產株式會社也持有該公司12.12%股權。
2013年10月24日安德利果汁(02218.HK)宣布，股東張家銘所持6577.9萬股內資股，約佔股本16.08%，以代價7025萬元，轉讓予主席王安之配偶張紹霞，相當於每股作價1.78港元。。包括張紹霞等收購方的持股比例，則由原先的29.47%，提高到50.79%。

## 連結
- 官方网站